# 瓦尔德萨森
瓦尔德萨森（德語：Waldsassen，發音：[valtˈzasn̩] ⓘ）是德国巴伐利亚州上普法尔茨行政区蒂申罗伊特县的城市，面积66.53平方千米，2023年12月31日人口为6,666人。